# Les Comanches passent à l'attaque
Pour plus de détails, voir Fiche technique et Distribution.
Les comanches passent à l'attaque (The Oregon Trail) est un film en CinemaScope réalisé par Gene Fowler Jr., sorti en 1959.

## Fiche technique
- Titre : Les comanches passent à l'attaque
- Titre original : The Oregon Trail
- Réalisation : Gene Fowler Jr.
- Scénario : Louis Vittes
- Production : Associated Producers, Richard Einfeld
- Société de production et de distribution : 20th Century Fox
- Photographie : Kay Norton
- Montage : Betty Steinberg
- Musique : Paul Dunlap
- Pays de production : États-Unis
- Format : Couleur Deluxe CinemaScope  - Aspect Ratio: 2.35 : 1 ; Son : 4-Track Stéréo (RCA Sound Recording)
- Genre : Western
- Durée : 86 minutes
- Dates de sortie : 
  - États-Unis : septembre 1959
  - France : 20 septembre 1961
  - Belgique : 11 novembre 1964

## Distribution
- Fred MacMurray : Neal Harris
- William Bishop : Capitaine George Wayne
- Nina Shipman : Prudence Cooper
- Gloria Talbott : Shona Hastings
- Henry Hull : George Seton
- John Carradine : Zachariah Garrison
- John Dierkes : Gabe Hastings
- Roxene Wells : Flossie Shoemaker
- Elizabeth Patterson : Maria Cooper
- Gene N. Fowler : Richard Cooper
- James Bell : Jeremiah Cooper
- John Slosser : Johnny
- Ralph Sanford  : John Decker